# 112233 Kammerer
112233 Kammerer è un asteroide della fascia principale. Scoperto nel 2002, presenta un'orbita caratterizzata da un semiasse maggiore pari a 2,5614517 UA e da un'eccentricità di 0,0479193, inclinata di 6,18621° rispetto all'eclittica.
L'asteroide è dedicato all'astronomo tedesco Andreas Kammerer.